# إنيو دي أوليفيرا
إنيو دي أوليفيرا (مواليد 5 نوفمبر 1911) هو مبارز بالسيف برازيلي، مثّل بلاده في الألعاب الأولمبية الصيفية 1936.

## روابط خارجية
إنيو دي أوليفيرا على موقع أوليمبيديا (الإنجليزية)